# アマゾン盆地

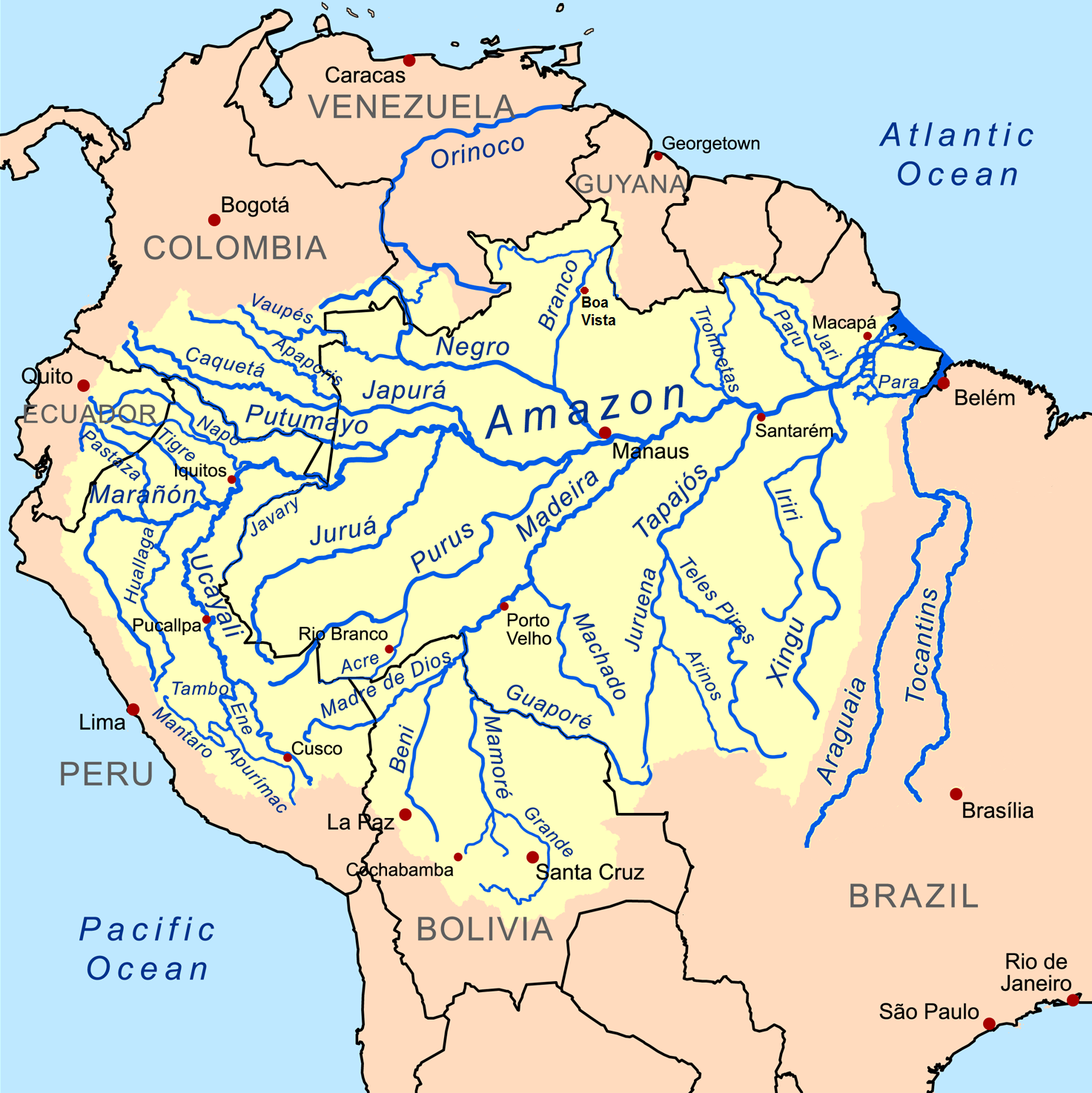
アマゾン川流域

アマゾン盆地（アマゾンぼんち、西: Cuenca del Amazonas、葡: Bacia do rio Amazonas）は、アマゾン川流域に広がる盆地であり、全体の40％がブラジル、その他ボリビア、エクアドル、ペルーにある。アマゾン盆地は熱帯雨林が密集し、総面積は8,235,430km2である。
アマゾン盆地にある9つの州は法的なアマゾン地域に含まれる。